# Semiothisa retentata
Semiothisa retentata là một loài bướm đêm trong họ Geometridae.